# Deklarationen om människans och medborgarens rättigheter

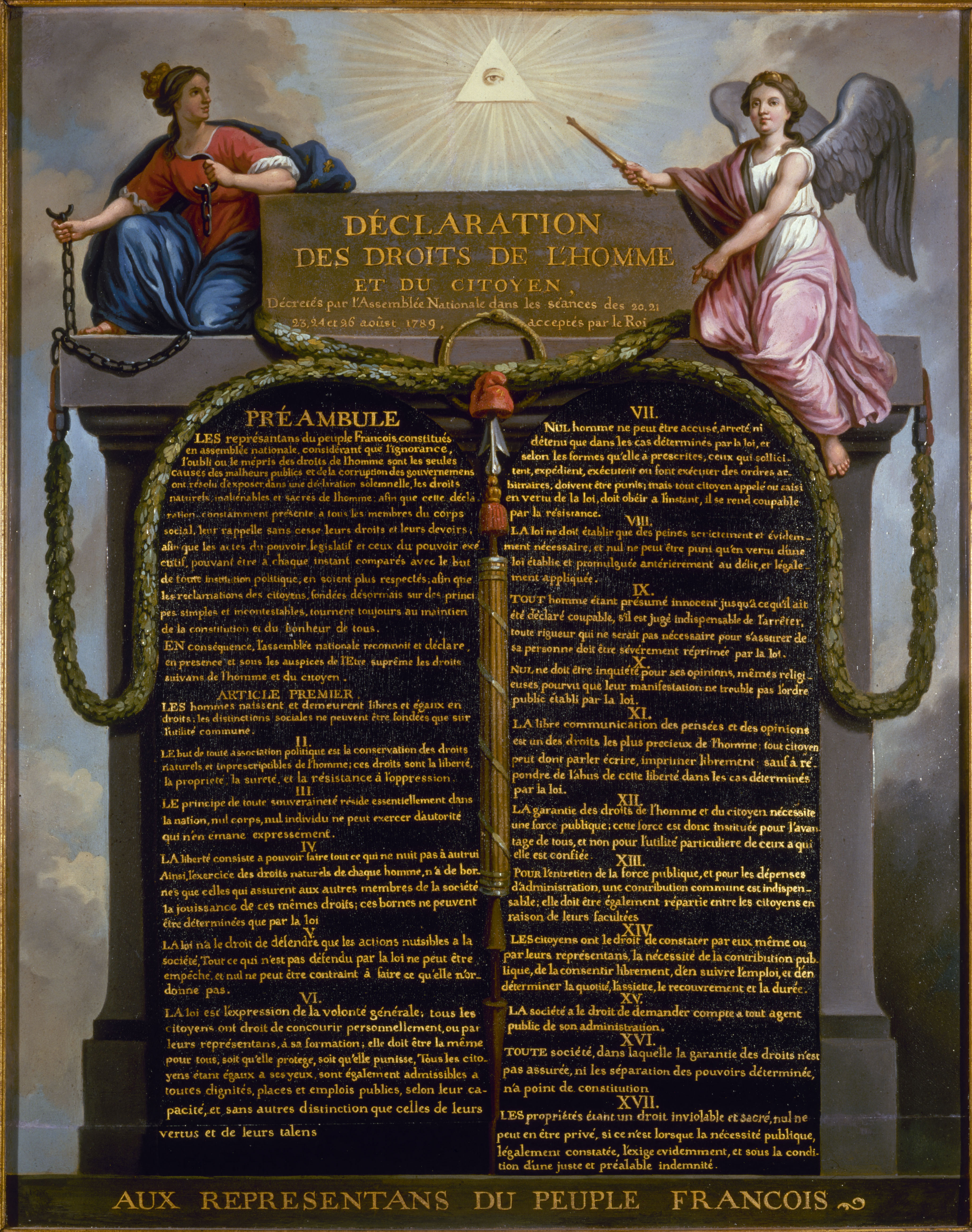
Deklarationen om människans och medborgarens rättigheter

Deklarationen om människans och medborgarens rättigheter (franska: Déclaration des droits de l'homme et du citoyen), även kallad augustirättigheterna, antogs av Frankrikes nationalförsamling 27 augusti (vissa källor säger 26 augusti) 1789 i samband med Franska revolutionen, som den första deklarationen om mänskliga rättigheter antagen av en stat. Nationalförsamlingen antog ytterligare en rättighetsdeklaration 1793.
Kungen Ludvig XVI hade vägrat signera medborgarrättsdeklarationen av rädsla att det skulle leda till demokrati i Frankrike. Det var kvinnornas stormning av Versailles som fick honom att ändra sig. Kungen skrev skyndsamt på deklarationen nästföljande dag.
Deklarationen avsåg endast rättigheter för män. 1791 publicerades Deklarationen om kvinnans och medborgarinnans rättigheter av Olympe de Gouges, men utan framgång.
Dokumentet är sedan 2003 inskrivet på Unescos lista över världsminnen på grund av sin avgörande betydelse som förlaga för FN:s deklaration om de mänskliga rättigheterna som antogs 1948.